# Морено Вали (Калифорнија)
Морено Вали (енгл. Moreno Valley) град је у америчкој савезној држави Калифорнија. По попису становништва из 2010. у њему је живело 193.365 становника.

## Демографија
Према попису становништва из 2010. у граду је живело 193.365 становника, што је 50.984 (35,8%) становника више него 2000. године.
|                   | 2010.            | 2000.            |
| Укупно            | 193 365 (100,0%) | 142 381 (100,0%) |
| Хиспаноамериканци | 105 169 (54,39%) | 54 689 (38,41%)  |
| Белци             | 36 573 (18,91%)  | 45 881 (32,22%)  |
| Афроамериканци    | 34 889 (18,04%)  | 28 310 (19,88%)  |
| Азијати           | 11 867 (6,137%)  | 8 427 (5,919%)   |
| Остали            | 4 867 (2,517%)   | 5 074 (3,564%)   |